# Margit Osterloh

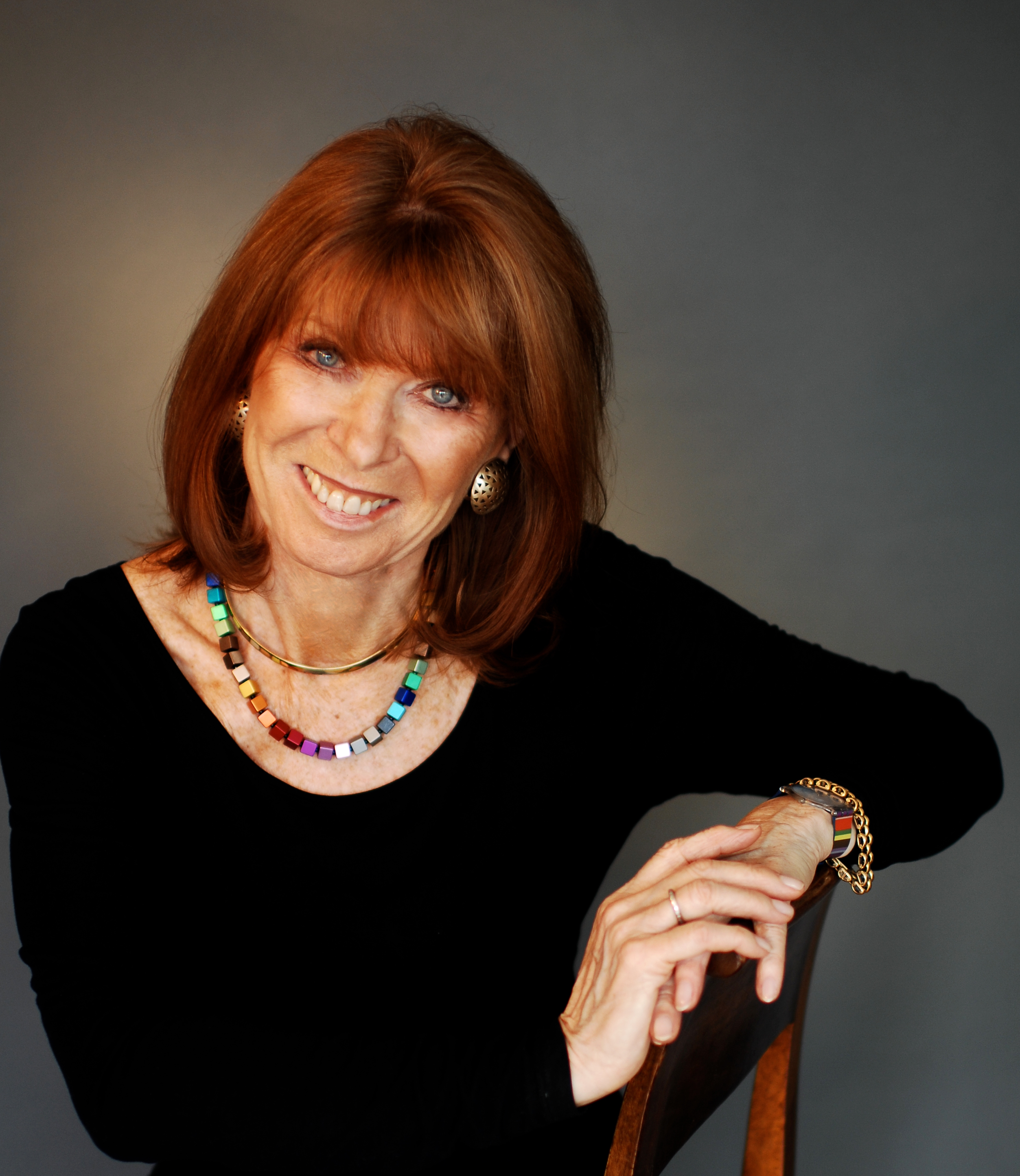
Margit Osterloh (2017)

Margit Agnes Osterloh (* 23. Juli 1943 in Brandenburg an der Havel) ist eine deutsche Ökonomin.

## Biografie
Osterloh studierte bis 1970 Wirtschaftsingenieurwesen an der Technischen Universität Berlin und schloss als Diplom-Ingenieurin ab. Nach einer sechsjährigen Tätigkeit in der Industrie und einem Stipendium am Max-Planck-Institut für Bildungsforschung Berlin promovierte sie 1981 an der Freien Universität Berlin. 1990 folgte die Habilitation an der Universität Erlangen-Nürnberg bei Horst Steinmann. Osterloh hatte bis zur Emeritierung im Jahr 2009 eine ordentliche Professur für Betriebswirtschaftslehre an der Universität Zürich inne. Von 2010 bis 2013 war sie Professor of Management Science an der Warwick Business School, University of Warwick, UK. Von 2013 bis 2015 war sie Gastprofessorin an der Zeppelin Universität Friedrichshafen. Margit Osterloh ist Forschungsdirektorin von CREMA (Center for Research in Economics, Management and the Arts) in Zürich sowie permanente Gastprofessorin an der Universität Basel im Rahmen von CREW (Center for Research in Economics and Well-Being).
Osterloh hat einen Ehrendoktor von der Leuphana Universität Lüneburg. Sie war von 2005 bis 2011 Mitglied des Deutschen Wissenschaftsrates. Sie hatte mehrere Aufsichts- und Verwaltungsratsmandate in der Schweiz und in Deutschland inne. Sie ist Mitglied des Universitätsrates der Friedrich-Alexander Universität Erlangen-Nürnberg. Seit 2018 ist sie Ehrenmitglied des Verbands der Hochschullehrer für Betriebswirtschaft (VHB).

## Forschung
Die Forschungsgebiete von Margit Osterloh umfassen Organisations- und Unternehmenstheorien, Innovations- und Technologiemanagement, Prozessmanagement, Knowledge Management, Vertrauensmanagement, Wissenschaftstheorie, Gender Economics, Corporate Governance, Research Governance, Migration und aleatorische Demokratie. In der Öffentlichkeit hat sie sich zu folgenden Forschungs-Themen geäußert.

### Managementgehälter
Osterloh setzt sich für den Abbau variabler Boni für das Management ein und argumentiert, dass bei anspruchsvollen Tätigkeiten variable Entlohnung die Kreativität und intrinsische Motivation in der Arbeit behindert.

### Corporate Governance
Margit Osterloh argumentiert gegen einen Shareholder-Value-Ansatz und plädiert für die Entscheidungsbeteiligung in Aufsichts- und Verwaltungsräten von Anspruchsgruppen (Stakeholder).

### Rankings in der Wissenschaft
Im August 2012 startete Osterloh gemeinsam mit Alfred Kieser einen Aufruf an andere BWL-Professoren, das zur Neuauflage anstehende Handelsblatt Betriebswirte-Ranking zu boykottieren. Nachdem das Handelsblatt in einem Blogbeitrag über diesen Aufruf Kiesers und Osterlohs berichtete, nahmen beide Professoren in einem von ihnen neu geschaffenen Internet-Blog Stellung zu der Darstellung des Journalisten. In verschiedenen Artikeln argumentiert sie zusammen mit Alfred Kieser und Bruno S. Frey gegen Rankings und Impact-Faktoren als Qualitäts-Kriterium in der Wissenschaft.

### Frauen in Führungspositionen
Osterloh setzt sich für Quoten ein und argumentiert auch für partielle Zufallsauswahl von Frauen in Führungspositionen aus einem sorgfältig ausgewählten Pool. Dies als Gegenmassnahme gegen die durchschnittlich höhere Wettbewerbsaversion von Frauen im Vergleich zu Männern.

### Migrationsproblematik
Zusammen mit Bruno S. Frey veröffentlichte Margit Osterloh einen Artikel in der Frankfurter Allgemeinen Zeitung. In Analogie zum Genossenschaftsmodell schlagen sie vor, dass Flüchtlinge einen Anteilschein zum Eintritt ins Land erwerben können. Sie erhalten dann im Gegenzug eine Arbeitsbewilligung. Anerkannten politischen Asylanten wird die Gebühr zurückerstattet. Die derzeit inhumane und lebensgefährliche Abwehr von Flüchtlingen und die Ausbeutung durch kriminelle Schlepper wird dadurch abgebaut. Flüchtlinge erhalten eine kalkulierbare Perspektive und Anreize für die Integration. Der Vorschlag bietet sowohl Vorteile für die Aufnahme- und Herkunftsländer als auch für die Migranten.

### Wiederbelebung des kontrollierten Zufalls als Entscheidungsmechanismus
Zusammen mit Bruno S. Frey und Katja Rost argumentiert Osterloh für eine Rückbesinnung auf zufallsbasierte oder aleatorische Elemente, wie sie im klassischen Athen und bis zur Neuzeit in zahlreichen europäischen Gemeinwesen zum Einsatz kamen. Dies dient – vergleichbar den Qualitätszirkeln in Unternehmen – der Aktivierung des Wissens und des Engagements der Bevölkerung, der Stärkung der Partizipation sowie dem Abbau von Ungleichheit und Eliten-Dominanz.
Sie hat zusammen mit Katja Rost ein Sonderheft der Zeitschrift Führung Und Organisation zum Thema „Führung und Zufall“ herausgegeben, in dem verschiedene Aspekte des Einsatzes des Entscheidungsmechanismus „Zufall“ im Management und in der Gesellschaft dargestellt werden.